# Спринг Сити
Спринг Сити (на английски: Spring City) е град в окръг Санпит, щата Юта, САЩ. Спринг Сити е с население от 956 жители (2000) и обща площ от 3,4 km². Намира се на 1775 m надморска височина. ЗИП кодът му е 84662, а телефонният му код е 435.